# Lula (Misisipi)
Lula es un pueblo del Condado de Coahoma, Misisipi, Estados Unidos. Según el censo de 2000 tenía una población de 370 habitantes y una densidad de población de 340.1 hab/km².

## Demografía
Según el censo de 2000, había 370 personas, 134 hogares y 84 familias residiendo en la localidad. La densidad de población era de 340,1 hab./km². Había 142 viviendas con una densidad media de 130,5 viviendas/km². El 19,73% de los habitantes eran blancos, el 77,30% afroamericanos, el 1,89% asiáticos y el 1,08% pertenecía a dos o más razas.
Según el censo, de los 134 hogares en el 28,4% había menores de 18 años, el 32,8% pertenecía a parejas casadas, el 25,4% tenía a una mujer como cabeza de familia, y el 37,3% no eran familias. El 35,1% de los hogares estaba compuesto por un único individuo, y el 24,6% pertenecía a alguien mayor de 65 años viviendo solo. El tamaño promedio de los hogares era de 2,76 personas y el de las familias de 3,58.
La población estaba distribuida en un 30,8% de habitantes menores de 18 años, un 9,5% entre 18 y 24 años, un 22,7% de 25 a 44, un 16,8% de 45 a 64, y un 20,3% de 65 años o mayores. La media de edad era 33 años. Por cada 100 mujeres había 93,7 hombres. Por cada 100 mujeres de 18 años o más, había 85,5 hombres.
Los ingresos medios por hogar en la localidad eran de 23.125 dólares ($), y los ingresos medios por familia eran 33.295 $. Los hombres tenían unos ingresos medios de 26.944 $ frente a los 19.318 $ para las mujeres. La renta per cápita para la ciudad era de 12.008 $. El 39,3% de la población y el 35,6% de las familias estaban por debajo del umbral de pobreza. El 59,1% de los menores de 18 años y el 39,2% de los habitantes de 65 años o más vivían por debajo del umbral de pobreza.

## Geografía
Según la Oficina del Censo de los Estados Unidos, la localidad tiene un área total de 1,1 km², todos ellos correspondientes a tierra firme.